# Stortjärnen (Tuna socken, Medelpad)
Stortjärnen är en sjö i Sundsvalls kommun i Medelpad och ingår i Ljungans huvudavrinningsområde. Sjön har en area på 0,0661 kvadratkilometer och ligger 17,8 meter över havet.

## Delavrinningsområde
Stortjärnen ingår i det delavrinningsområde (691163-156669) som SMHI kallar för Utloppet av Marmen. Medelhöjden är 79 meter över havet och ytan är 31,37 kvadratkilometer. Räknas de 1339 avrinningsområdena uppströms in blir den ackumulerade arean 12 545,93 kvadratkilometer. Avrinningsområdets utflöde Ljungan mynnar i havet. Avrinningsområdet består mestadels av skog (54 procent) och jordbruk (11 procent). Avrinningsområdet har 7,13 kvadratkilometer vattenytor vilket ger det en sjöprocent på 22,7 procent. Bebyggelsen i området täcker en yta av 0,4 kvadratkilometer eller 1 procent av avrinningsområdet.